# Reino dos Burgúndios
O Reino dos Burgúndios ou Primeiro Reino Burgúndio foi estabelecido por burgúndios germânicos na Renânia e então em Saboia no século V.

## História

### Antecedentes
Os burgúndios, uma tribo germânica oriental, podem ter migrado da ilha escandinava de Bornholm para a bacia do Vístula no século III d.C. O primeiro documentado, embora não historicamente verificado Rei dos Burgúndios, Gjúki (Gebica), viveu nos fins do século IV.
Em 406 os alanos, vândalos, suevos, e possivelmente os burgúndios, cruzaram o Reno e invadiram a Gália romana. Os burgúndios assentaram como federados na província romana de Germania Secunda ao longo do Médio Reno.

### Reino
Em 411 d.C., o rei burgúndio Guntário (ou Gundahar ou Gundicar) em cooperação com Goar, rei dos Alanos, estebeleceu Jovino como um imperador marionete. Sob o pretexto da autoridade imperial de Jovino, Guntário assentou no banco ocidental (o.s. romano) do Reno, entre o rio Lauter e o Nahe, tomando os assentamentos de Borbetômago (dia atual Worms), Speyer, e Estrasburgo. Aparentemente como parte de uma trégua, o Imperador Honório mais tarde oficialmente "garantiu" para eles a terra. Os burgúndios estabeleceram sua capital em Borbetômago. Olimpiodoro de Tebas também menciona um Guntiarios quem foi chamado "comandante dos burgúndios" no contexto da usurpação em 411 da Germania Secunda por Jovino.
Apesar de seu novo status como federados, incursões burgúndias dentro da Gallia Belgica superior romana se tornaram intoleráveis para os romanos e foram brutalmente trazidas para um fim em 436, quando o general romano Flávio Aécio chamou consigo mercenários hunos que dominaram o reino em 437. Guntário foi morto na luta, reportadamente junto com a maioria dos burgúndios. A campanha foi a origem do poema medieval Nibelungenlied.
Guntário foi sucedido como rei por Gondioco (ou Gundioco ou Condiaco) em 437. Após 443, os burgúndios remanescentes foram reassentados por Aécio para a Sapaudia (o.s. Saboia), região dos dias atuais da França central, novamente como federados, na província romana de Maxima Sequanorum, onde eles estabeleceram sua capital em Lugduno (dias atuais Lyon). Seus esforços para enlargar seu reino abaixo do rio Ródano levou eles para o conflito com o Reino Visigótico no sul. Em 451, Gondioco juntou forças com Aécio contra Átila, líder dos Hunos, na Batalha dos Campos Cataláunicos.
Quando Gondioco morreu em 473, seu reino foi dividido entre seus quatro filhos: Gundebaldo (473–516 em Lyon, rei de toda a Burgúndia partindo de 480), Quilperico II (473–493 em Valência), Gundomar/Godomar (473–486 em Viena) e Godegisel (473–500, em Viena e Geneva).

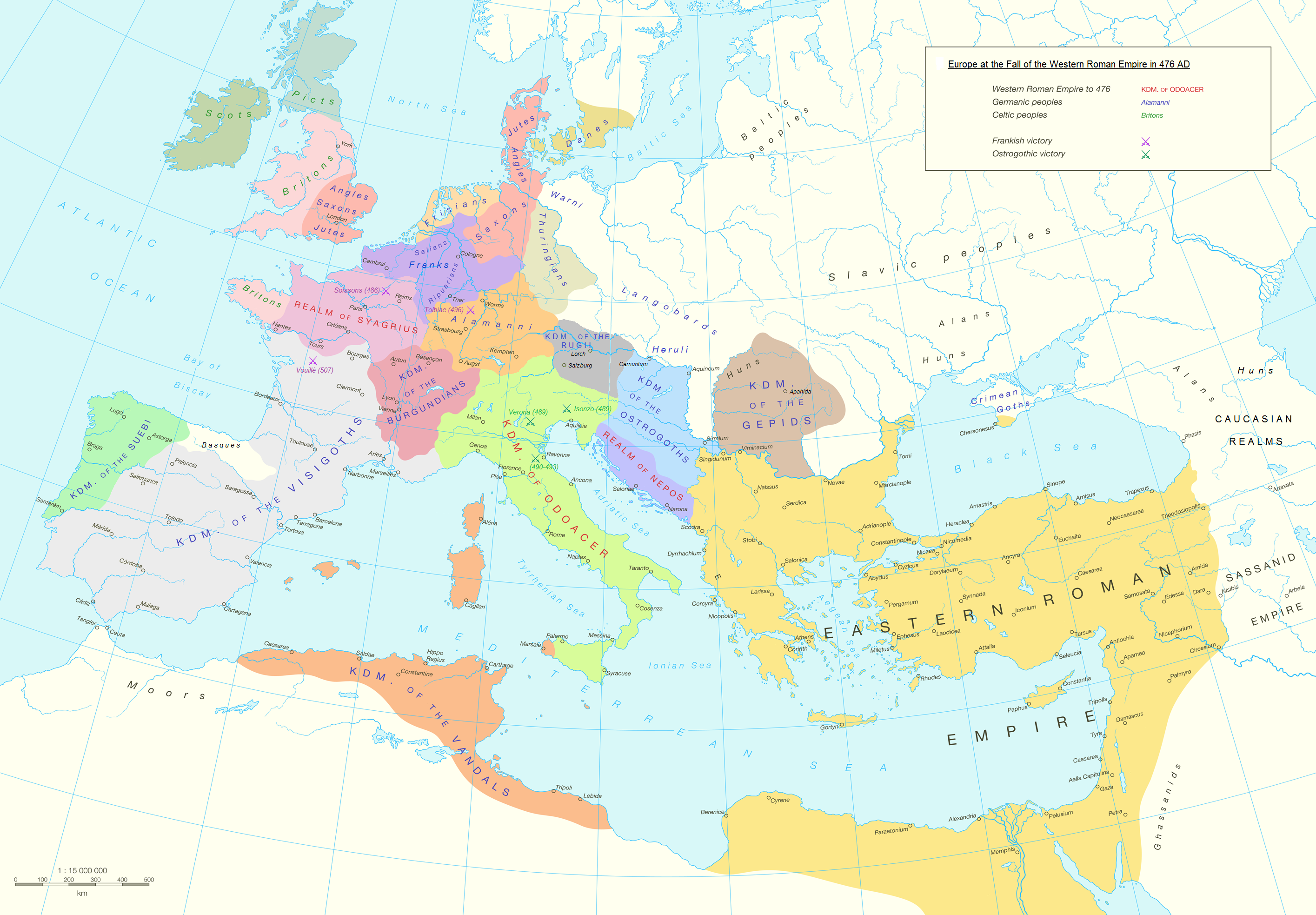
Europa na queda do Império Romano do Ocidente em 476 d.C.

Após a queda do Império Romano do Ocidente em 476, o Rei Gundebaldo aliou com o poderoso rei franco Clóvis I contra a ameaça do rei ostrogodo, Teodorico, o Grande. Gundebaldo foi assim capaz de segurar as aquisições burgúndias, e compilar a Lex Burgundionum, um código lei germânica antiga. Mais tarde, quando Roma não foi mais capaz de proporcionar proteção para os hábitantes da Gália, os sequanos se tornaram emergidos no recém-formado Reino da Burgúndia.
De acordo com Gregório de Tours (538–594), em 493 Gundebaldo matou seu irmão Quilperico II e exilou sua filha Clotilde, que foi casada com o merovíngio Clóvis, Rei dos Francos, que tinha acabado de conquistar o norte da Gália. O declínio do reino começou quando eles vieram sob ataque de seus antigos aliados francos. Em 523, os filhos do Rei Clóvis fizeram campanha nas terras burgúndias, instigados por sua mãe Clotilde, em vingança pelo assassinato de seu pai por Gundebaldo. Em 532, os burgúndios foram decisivamente derrotados pelos francos na Batalha de Autun, onde depois o Rei Gundemaro foi morto e a Burgúndia incorporada para o reino franco em 534.

## Lista de reis
- Gebica (fins do século IV – c. 407)
- Gundemaro I (c. 407 – 411), filho de Gebica
- Gislahário (c. 407 – 411), filho de Gebica
- Guntário (c. 407 – 436), filho de Gebica

Flávio Aécio move os Burgúndios para Sapaudia (Bacia do Ródano Superior).
- Gundioco/Gondioco (436–473) oposto por
  - Quilperico I, irmão de Gundioco (443–c. 480)
- divisão do reino entre os quatro filhos de Gundioco:
  - Gundebaldo (473–516 em Lyon, rei de toda a Burgúndia partindo de 480),
  - Quilperico II (473–493 em Valência)
  - Gundomar/Godomar (473–486 em Viena)
  - Godegisel (473–500, em Viena e Geneva)
- Sigismundo, filho de Gundebaldo (516–524)
- Gundemaro II ou Gundemar, filho de Gundebaldo (524–532)